# Savarkundla
Savarkundla ist eine Stadt im indischen Bundesstaat Gujarat. Sie ist eine Zwillingsstadt, die durch den Zusammenschluss der Städte Savar und Kundla entstanden ist.
Die Stadt ist Teil des Distrikts Amreli. Savarkundla hat den Status einer Municipality (Nagar Palika). Die Stadt ist in 12 Wards gegliedert. Sie hatte am Stichtag der Volkszählung 2011 insgesamt 78.354 Einwohner, von denen 40.586 Männer und 37.768 Frauen waren. Hindus bilden mit einem Anteil von ca. 81 % die größte Gruppe der Bevölkerung in der Stadt gefolgt von Muslimen mit ca. 18 %. Die Alphabetisierungsrate lag 2011 bei 79,44 %.
Savarkundla ist bekannt für die Herstellung von Waagen. Ein Drittel der Gesamtbevölkerung ist mit dieser Branche verbunden. Es ist der einzige Hersteller von mechanischen Waagen in Indien. Die entwickelt sich auch zunehmend zum Montagezentrum für elektronische Waagen.